# Allium transvestiens
Allium transvestiens là một loài thực vật có hoa trong họ Amaryllidaceae. Loài này được Vved. mô tả khoa học đầu tiên năm 1935.